# قلعة ألموت
قلعة ألَموت - ولها نفس المعنى بالفارسية- وكر العقاب هي حصن جبلي موجود بوسط جبال البرز أو جبال الديلم جنوب بحر قزوين في (مدينة رود بار) بالقرب من نهر شاه ورد. تبعد حوالي 100 كم عن العاصمة طهران. ما تبقى من الحصن هو الخراب فقط.

## بناء القلعة
آلموت تقع على قمة جبل تسمى ألـُه آموت (آموخت) ويعتقد بأن أصل الكلمة بعلم اللغويات هو عش العقاب أو بما يشبه ذلك، بني الحصن حوالي عام 840 وعلى ارتفاع 2,100 متر. وبنيت بطريقة أن لا يكون لها إلا طريق واحد يصل من وإليها ويلف على المنحدر مصطنع (المنحدر الطبيعي صخوره شديدة الانحدار وخطرة)، لذلك أي غزو للحصن يجب أن يحسب له لخطورة الإقدام لهذا العمل.

## التاريخ
لم يعرف الباني الأساسي للقلعة، ويقال أن من بناها هو أحد ملوك الديلم القدماء وسمّاها (ألوه أموت) ومعناها عش النسر، ثم جددها حاكم علوي عام 860، وبقيت في أيديهم حتى دخلتها طائفة من الإسماعيلية ويسمون الحشاشين بواسطة أميرهم حسن الصباح بتاريخ 7 رجب 483 هـ / 4 أيلول/سبتمبر 1090 فطرد الحاكم منها، وقيل أنه اشتراها منه ب 3000 دينار ذهبي. ويوجد منها الآن حوالي بقايا خرائب بالجوار ل23 مبنى كانت مكتبات وحدائق. بقيت تلك الطائفة موجودة حتى دمرها هولاكو وهو في طريقه لغزو بغداد بتاريخ 15 كانون الأول ديسمبر 1256. كانت القلعة حصينة جداً، لكن ركن الدين خورشاه وهو آخر أمراء الحصن استسلم بدون قتال على أمل أن يرحمهم هولاكو وهو مالم يفعله، فقد دمرها بالكامل.

### الإسماعيلية النزارية
بعد دراسة عقائد المذهب الإسماعيلي في مصر، غادر حسن الصباح القاهرة نتيجة خلافات سياسية. فوصل أصفهان سنة 1081 م. ليبدأ رحلته في نشر تعاليم العقيدة الإسماعيلية، وركّز جهوده على أقصى الشمال الفارسي، وبالتحديد على الهضبة المعروفة بإقليم الديلم واستطاع أن يكسب الكثير من الأنصار في تلك المنطقة.
لم يكن حسن الصباح مشغولاً فقط بكسب الأنصار لقضيته؛ وإنما كان مشغولاً أيضاً بإيجاد قاعدة لنشر العقيدة الإسماعيلية في كل البلاد للابتعاد عن خطر السلاجقة حيث فضل معقلاً نائياً ومنيعاً وملاذاً آمناً للإسماعيليين، فوقع اختياره على قلعة ألموت، وهو حصن مقام فوق طنب ضيق على قمة صخرة عالية في قلب جبال ألبرز، ويسيطر على وادٍ مغلق صالح للزراعة يبلغ طوله ثلاثين ميلاً وأقصى عرضه ثلاثة أميال والقلعة ترتفع أكثر من 6000 قدم فوق سطح الأرض، ولا يمكن الوصول إليها إلا عبر طريق ضيق شديد الانحدار.
استطاع حسن الصباح من دخول القلعة سرا يوم الأربعاء الموافق 4 سبتمبر 1090م بفضل أنصاره المتخفين داخل القلعة وظل متخفياً داخلها لفترة وجيزة قبل أن يسيطر على كامل القلعة وأخرج مالكها القديم بعد أن أعطاه 3000 دينار ذهبي ثمناً لها. وبذلك أصبح سيّداً لقلعة الموت، ولم يغادرها طيلة 35 عاماً حتى وفاته. وكانوا بهذه الفترة يمثّلون امتداداً للدولة الفاطمية في القاهرة قبل حدوث الانشقاق.
في عام 2004، حصل زلزال قوي في المنطقة فخرّب ما تبقى من الجدران الآيلة من الحصن.

## معرض الصور

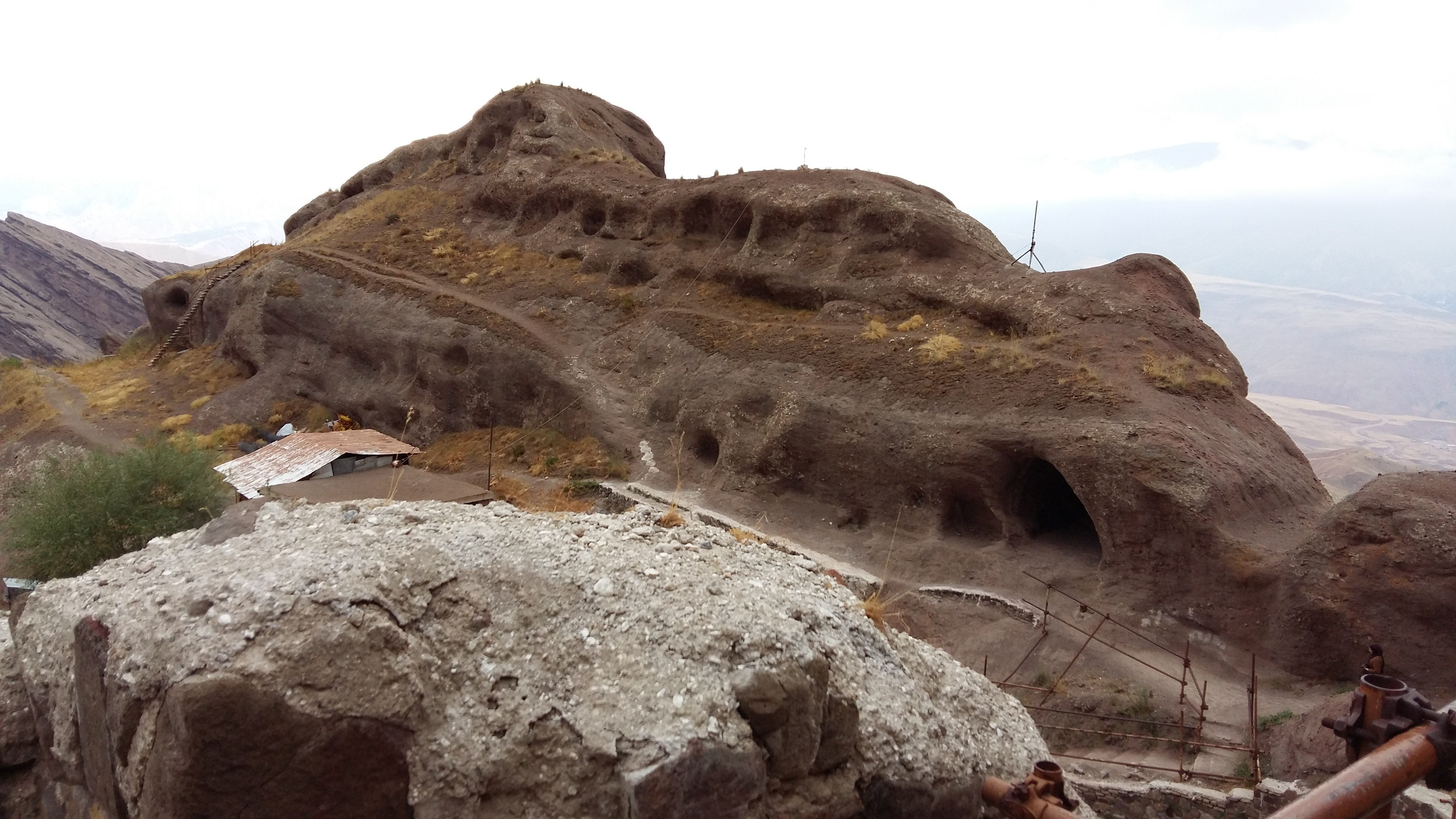
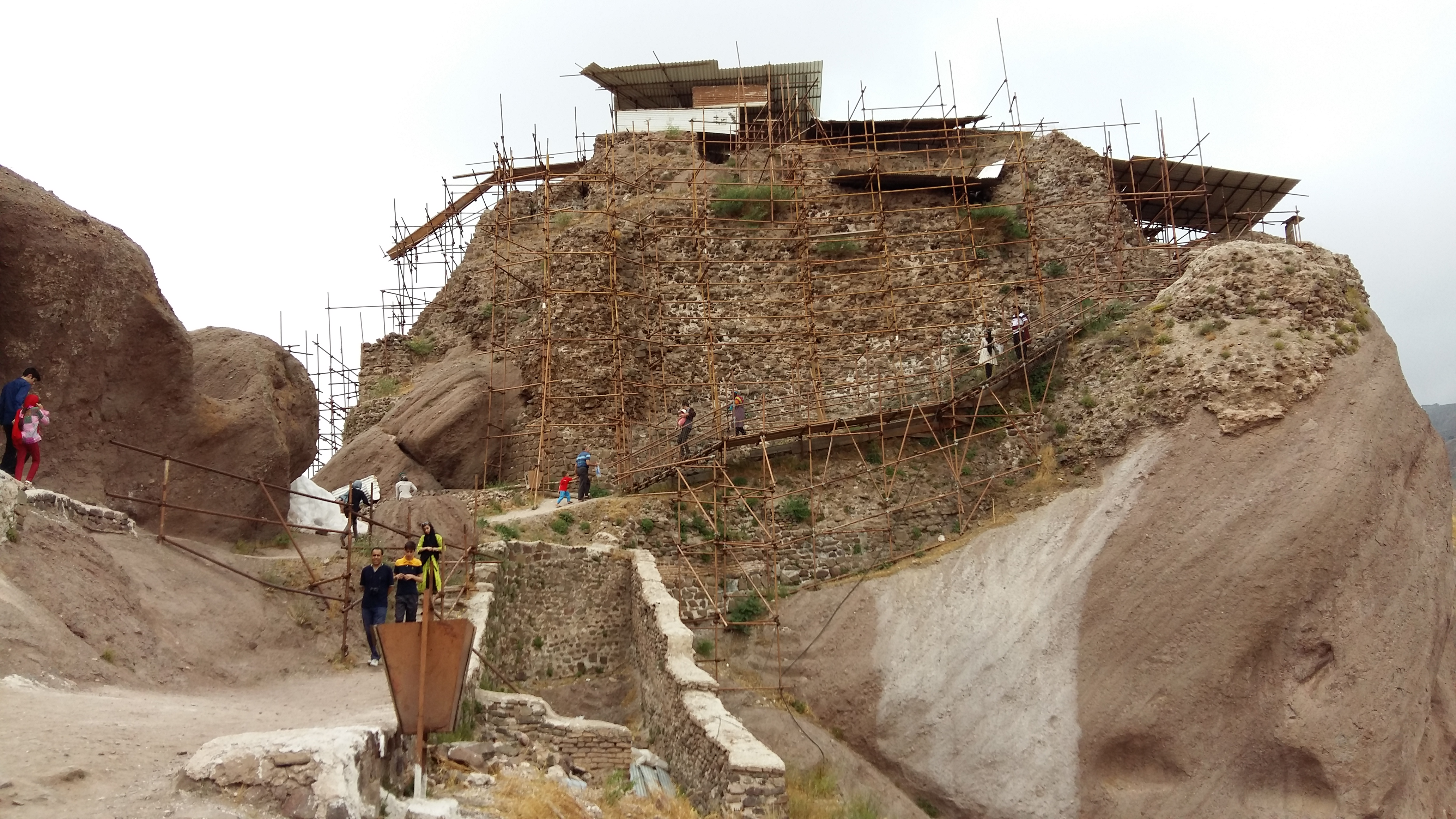
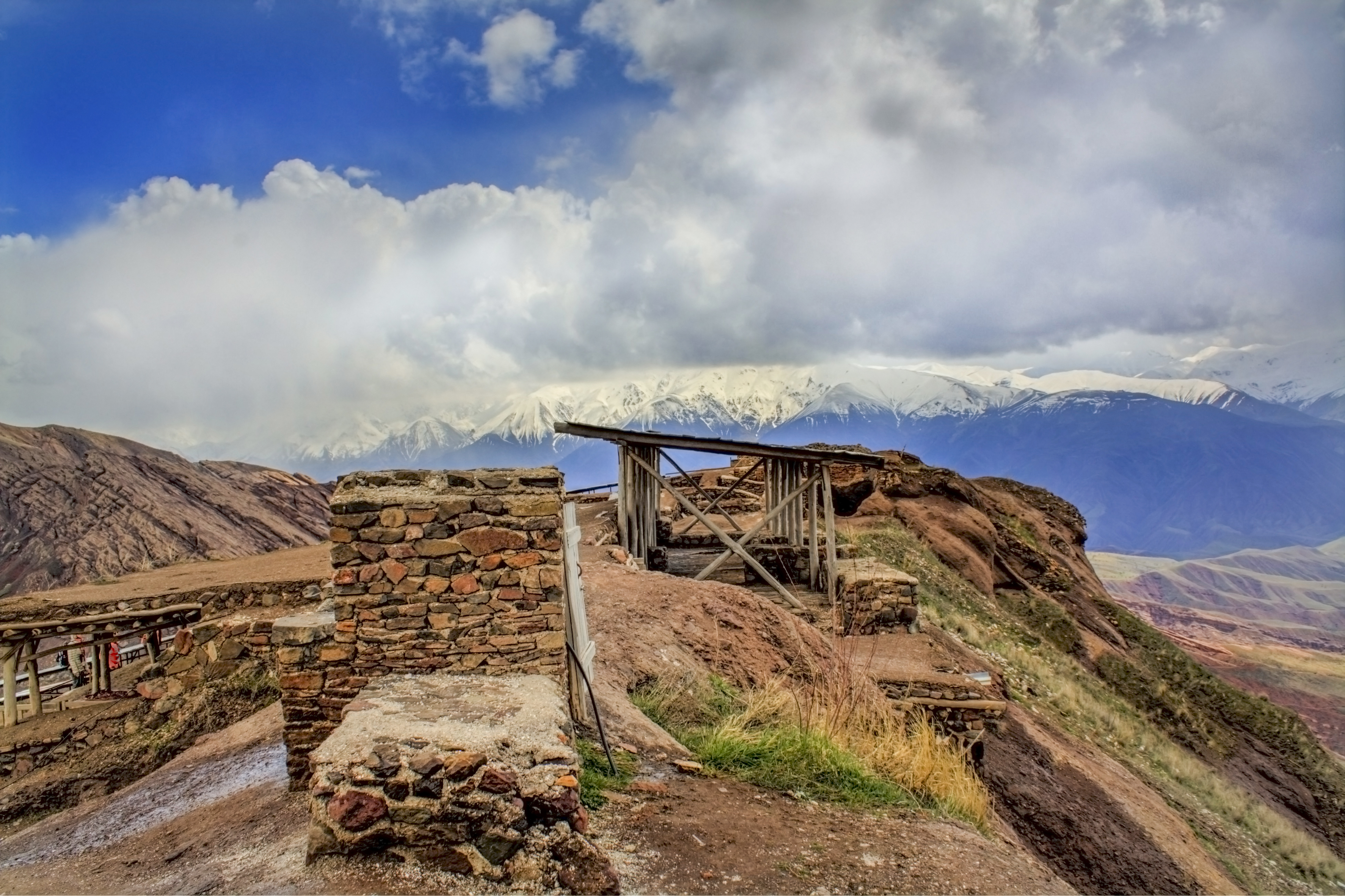
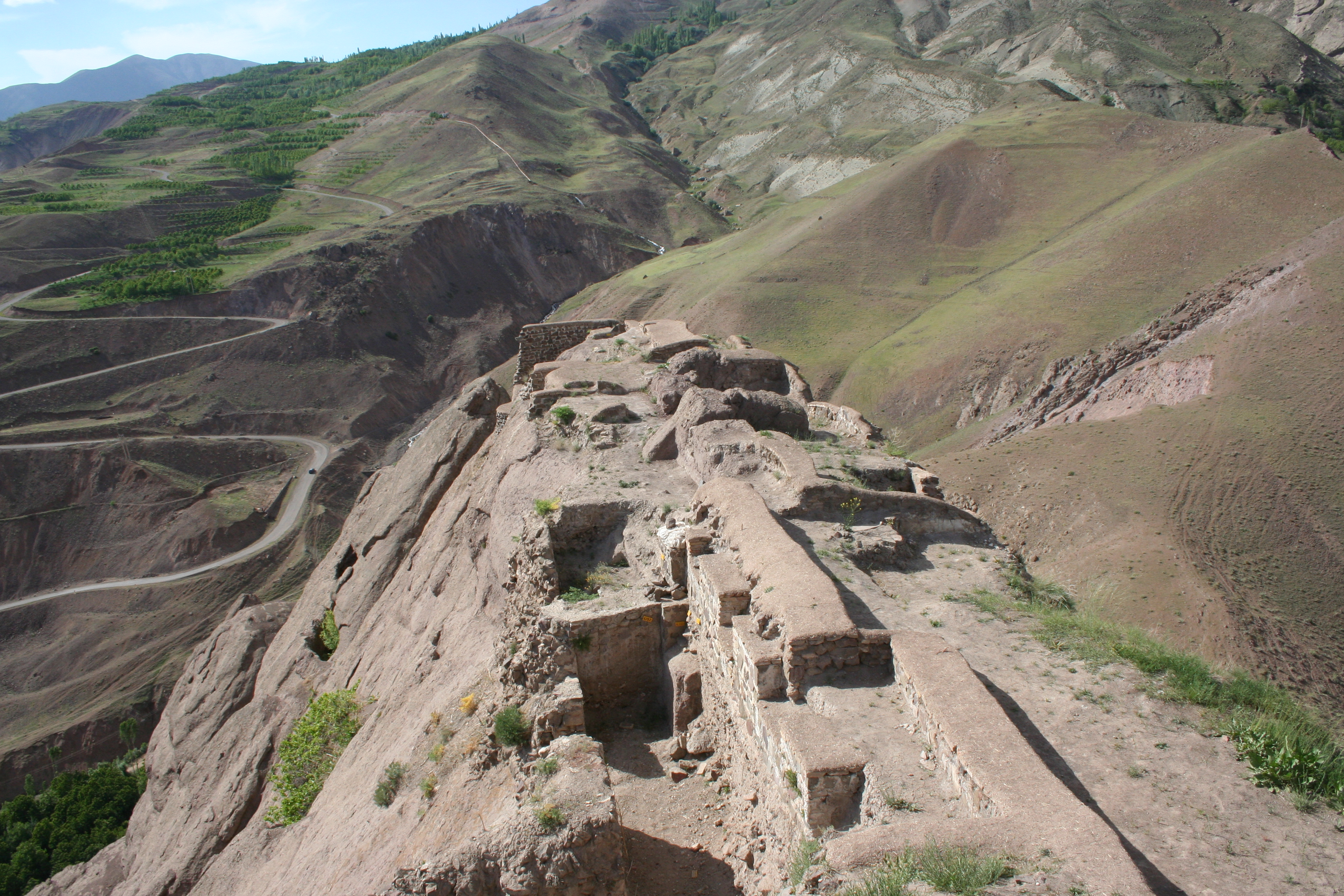
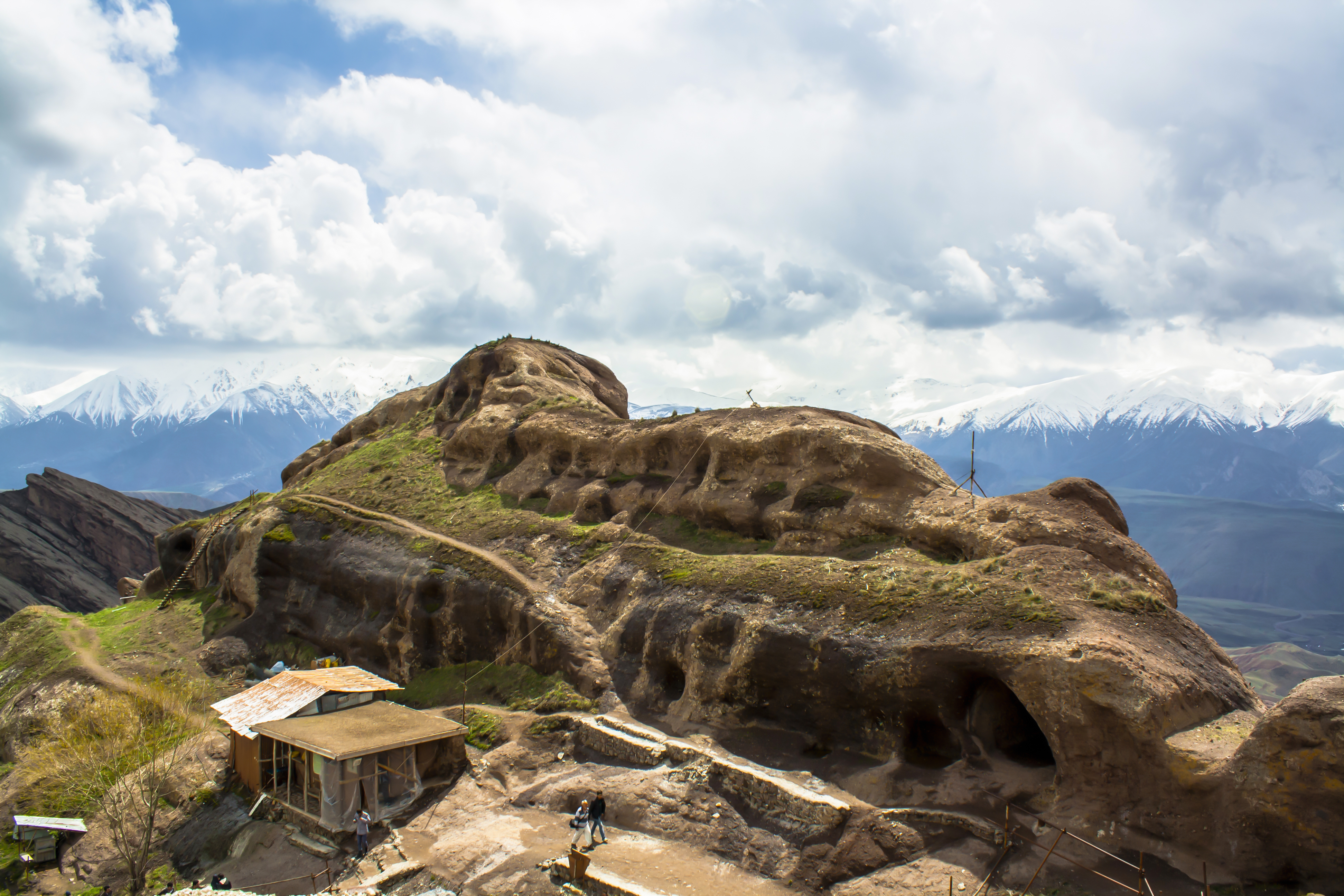
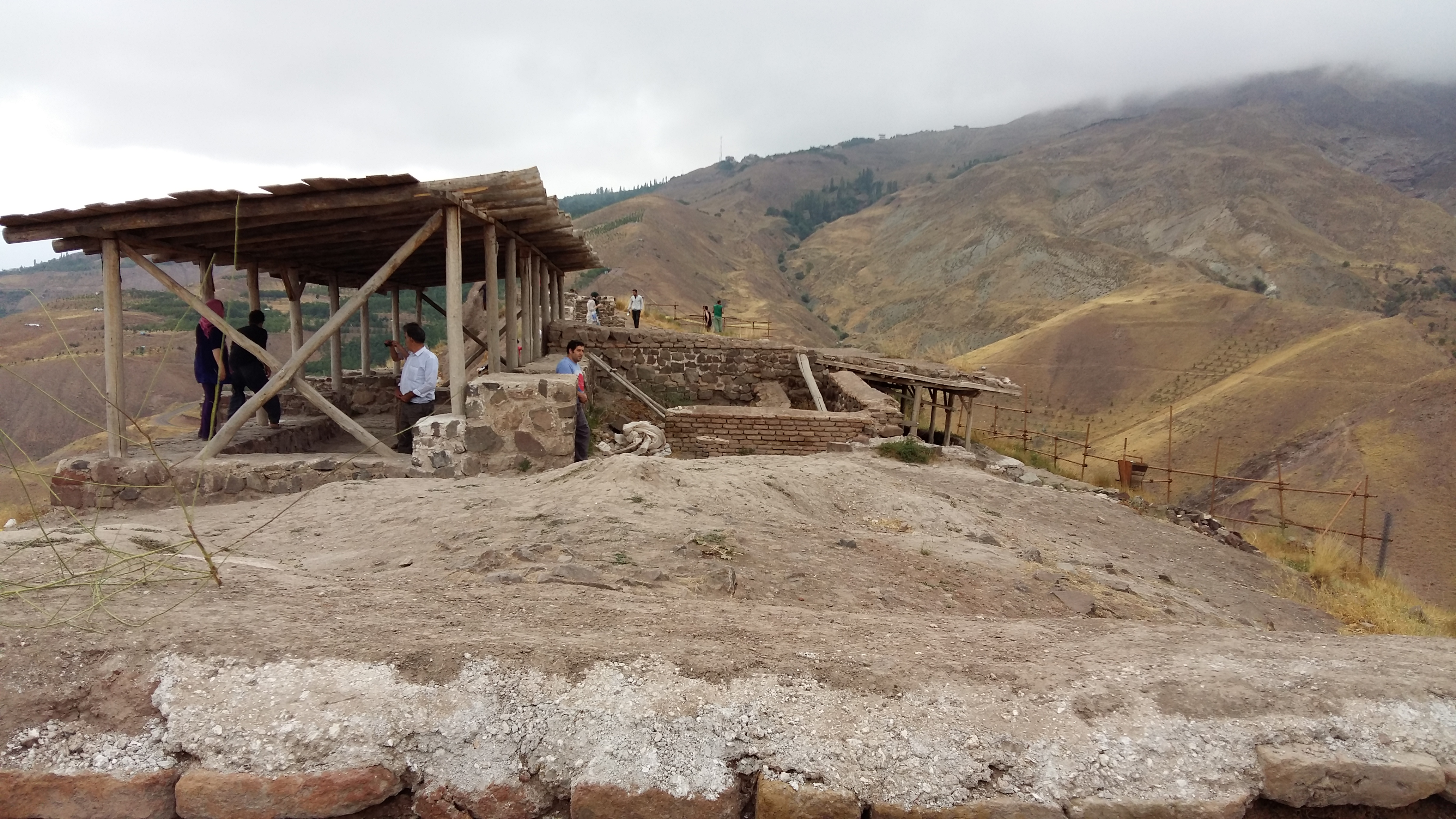
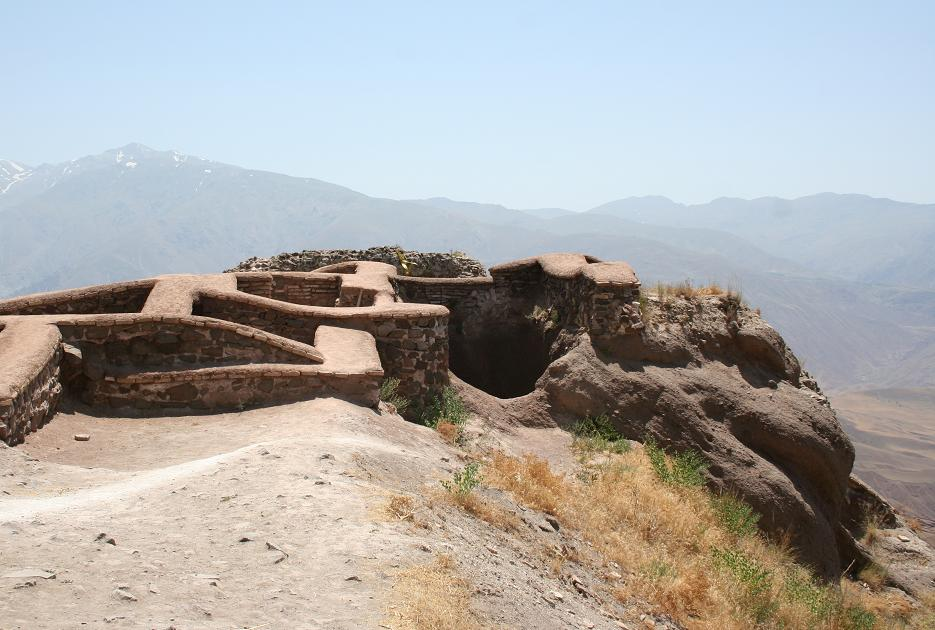